# Altes Zollhaus (Hamburg)

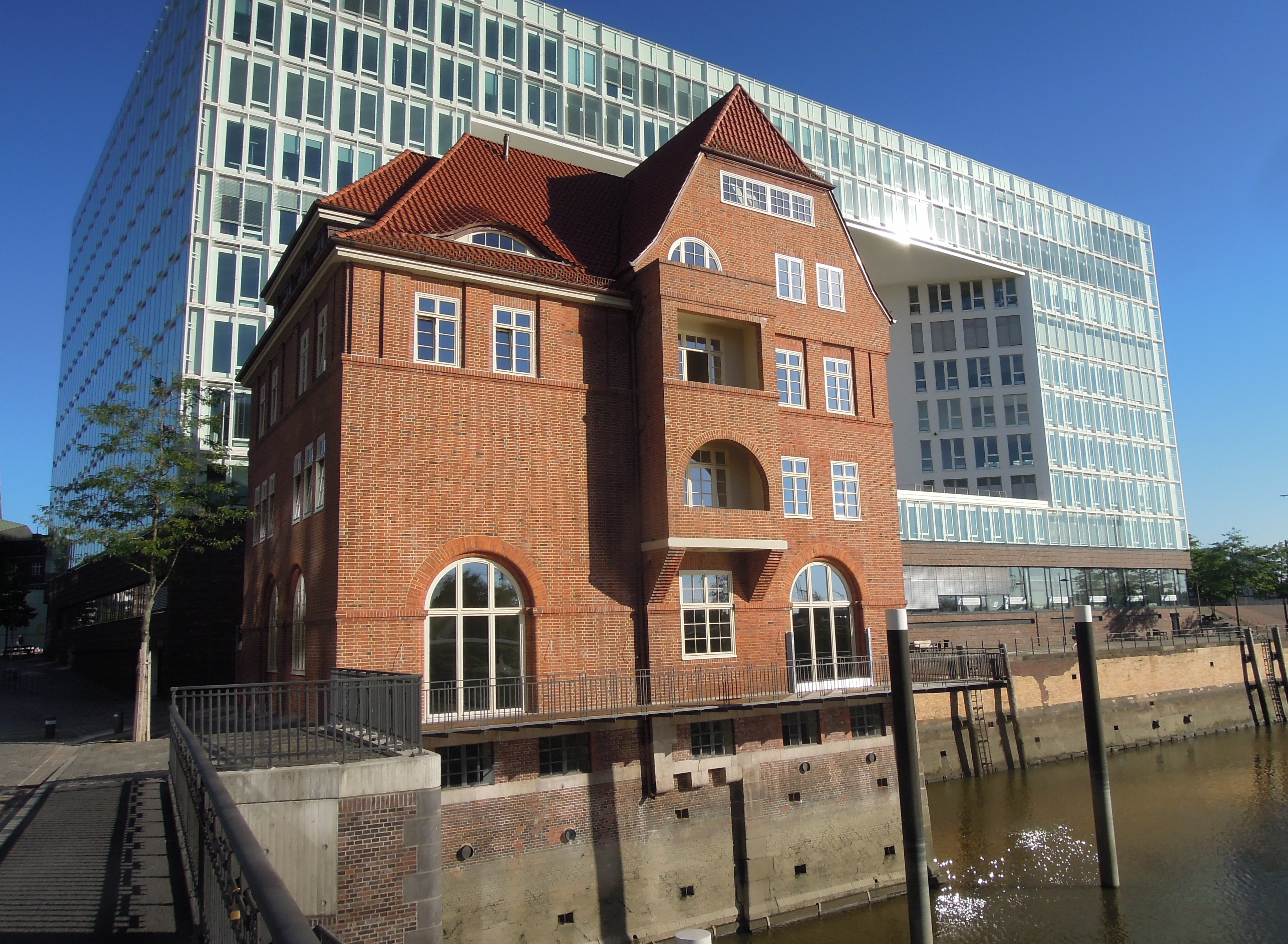
Altes Zollhaus (Ericusbrücke), 2016

Das Alte Zollhaus ist ein historisches Gebäude in der Hafencity und gehört zum Quartier Brooktorkai/Ericus in Hamburg. Es befindet sich an der Ecke Poggenmühle/Ericuspromenade, direkt neben der Ericusbrücke. Das Gebäude steht unter Denkmalschutz.
Das Zollhaus wurde im Jahre 1911 errichtet und wurde für die Zollkontrollen im damaligen Freihafen genutzt, bis dieser im Jahr 2013 aufgehoben wurde. Es verfügte über eine Abfertigungshalle, einen Lagerraum, Büros und drei Wohnungen für die Angestellten.
Das rote Backsteingebäude wurde zwischen 2013 und 2015 von den Hamburger Architekten HS-Architekten umgebaut und saniert, um eine anschließende Nutzung als Gastronomie- und Bürogebäude zu ermöglichen. Es verfügt über eine Brutto-Grundfläche von ca. 1220 Quadratmeter. Bauherr ist die Niantic Grundstücksverwaltung in Hamburg.
Nutzer des Gebäudes sind seit Anfang 2017 die Hotelkette „25hours Hotel Company“ mit einem sogenannten Kreativ-Labor und die Agentur „c/o Setzkorn Kemper“. Im Erdgeschoss sind die Räume mit Möbeln und Dokumenten des Spiegel-Gründers Rudolf Augstein dekoriert, etwa einem aus seinem Büro stammenden Sofa oder Briefen von Augstein an die Bundeskanzler. Die Dekoration entstand gemeinsam mit dem benachbarten Spiegel-Verlag, der die Räumlichkeiten ebenfalls nutzt.